# Polskie Koleje Państwowe

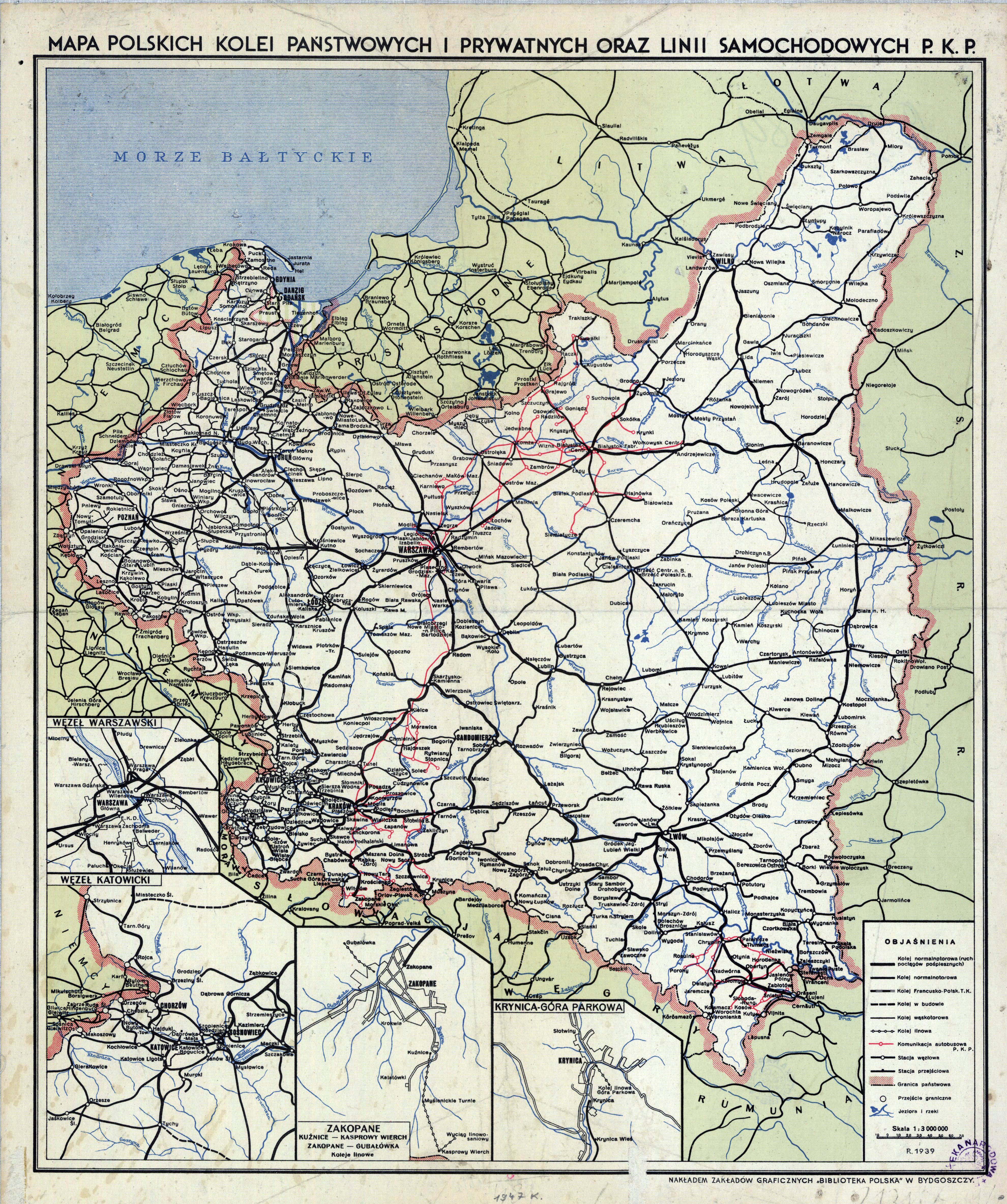
Mapa linii kolejowych PKP 1939

Polskie Koleje Państwowe S.A. (PKP S.A.) – jednoosobowa spółka Skarbu Państwa powstała w wyniku komercjalizacji przedsiębiorstwa państwowego Polskie Koleje Państwowe. Jedynym akcjonariuszem spółki jest Skarb Państwa, którego prawa z akcji wykonuje Minister Aktywów Państwowych. PKP S.A. pełni nadzór właścicielski nad spółkami Grupy PKP.
PKP S.A. są jednym z największych właścicieli nieruchomości w Polsce. W zasobach spółki znajduje się m.in. ok. 100 tys. ha gruntów oraz 57 tys. budynków i budowli. Jej majątek stanowią obiekty pełniące funkcje związane z transportem i obsługą podróżnych (dworce kolejowe) i nieruchomości stricte komercyjne.
PKP S.A. należy do Związku Pracodawców Kolejowych, Wspólnoty Kolei Europejskich oraz Zarządców Infrastruktury Kolejowej (Community of European Railway and Infrastructure Companies – CER) w Brukseli, Międzynarodowego Związku Kolei (International Union of Railways, Union internationale des chemins de fer – UIC) w Paryżu oraz Organizacji Współpracy Kolei (Организация сотрудничества железных дорог – ОСЖД) w Warszawie.

## Siedziby
Na potrzeby zarządu PKP wybudowano w latach 1928–1929 w Warszawie kompleks budynków przy ul. Targowej 74. Po II wojnie światowej siedzibę dzielono z obecnym Ministerstwem Infrastruktury przy ul. Chałubińskiego 4-6, również niekiedy personalnie. W latach 1951–1957 było to Ministerstwo Kolei. Po dokonanych przekształceniach restrukturyzacyjnych, zarząd przeniósł się w 2000 roku na ul. Szczęśliwicką 62, do budynku byłego internatu Technikum Kolejowego, niedaleko dworca PKP Warszawa Zachodnia. Od grudnia 2016 roku siedziba spółki mieści się w biurowcu West Station w al. Jerozolimskich 142A.
Zobacz też szereg istotnych informacji nt. wcześniejszych siedzib PKP.

## Historia

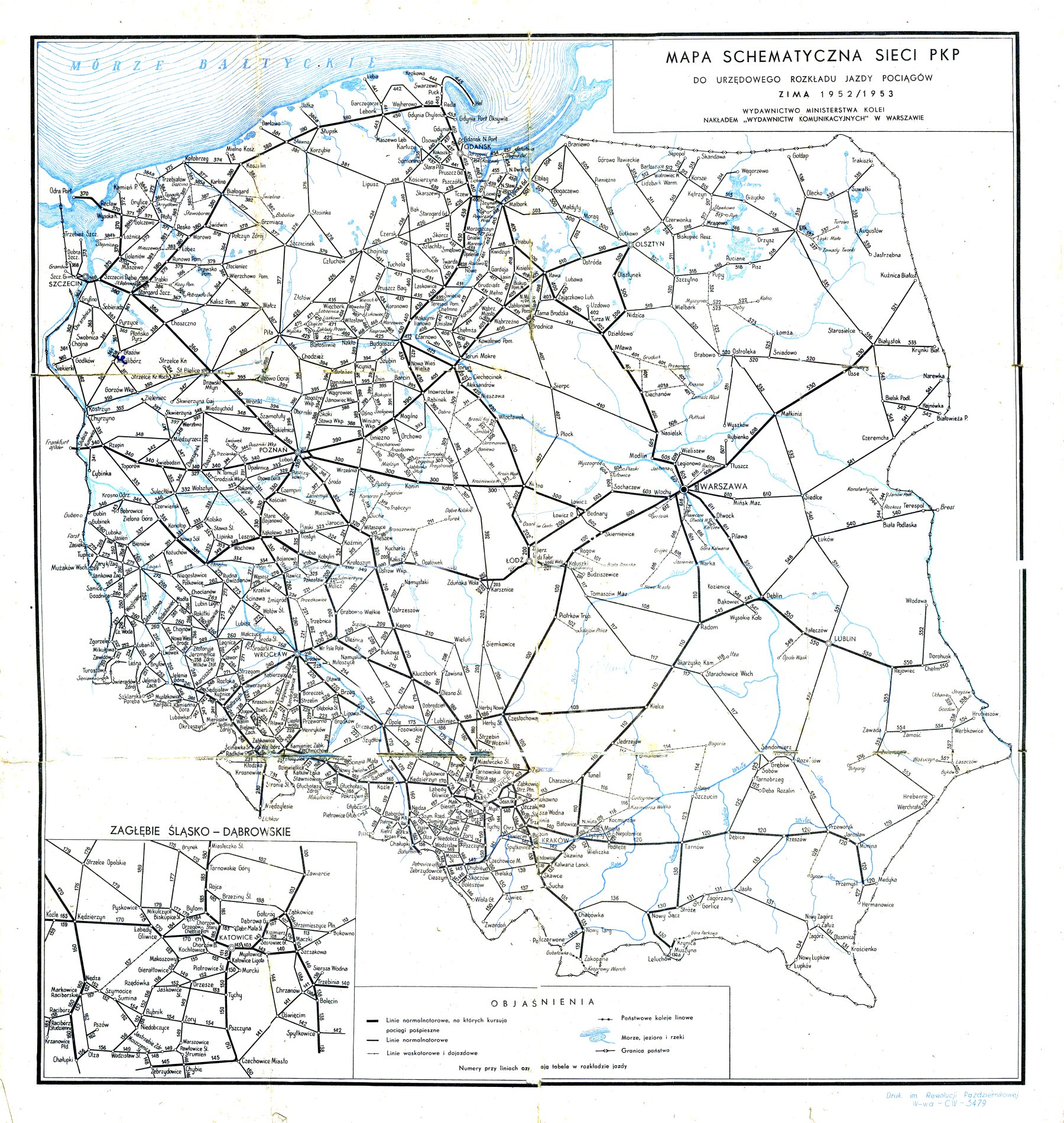
Sieć PKP w 1952/53

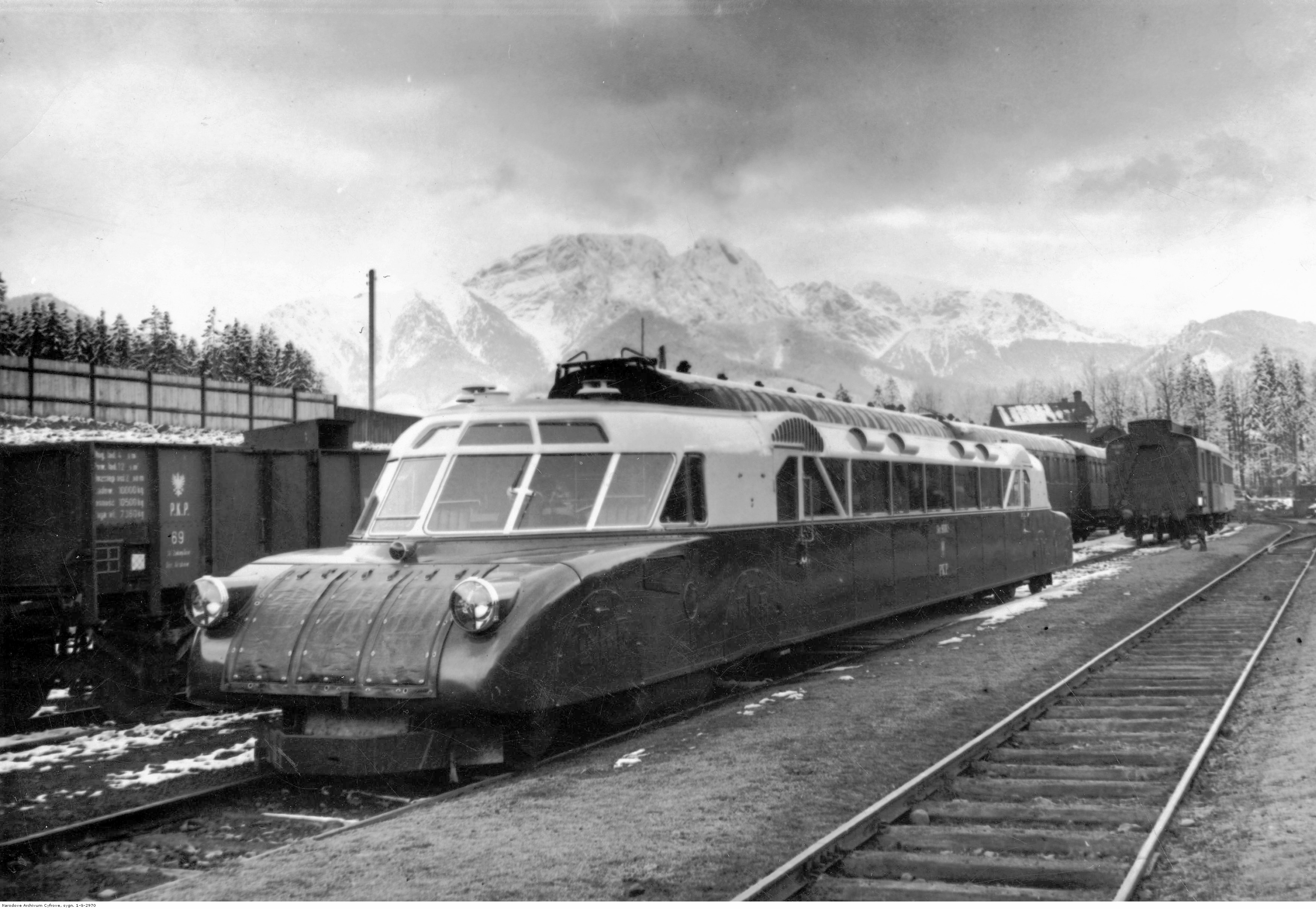
„Torpeda podhalańska” na dworcu kolejowym w Zakopanem

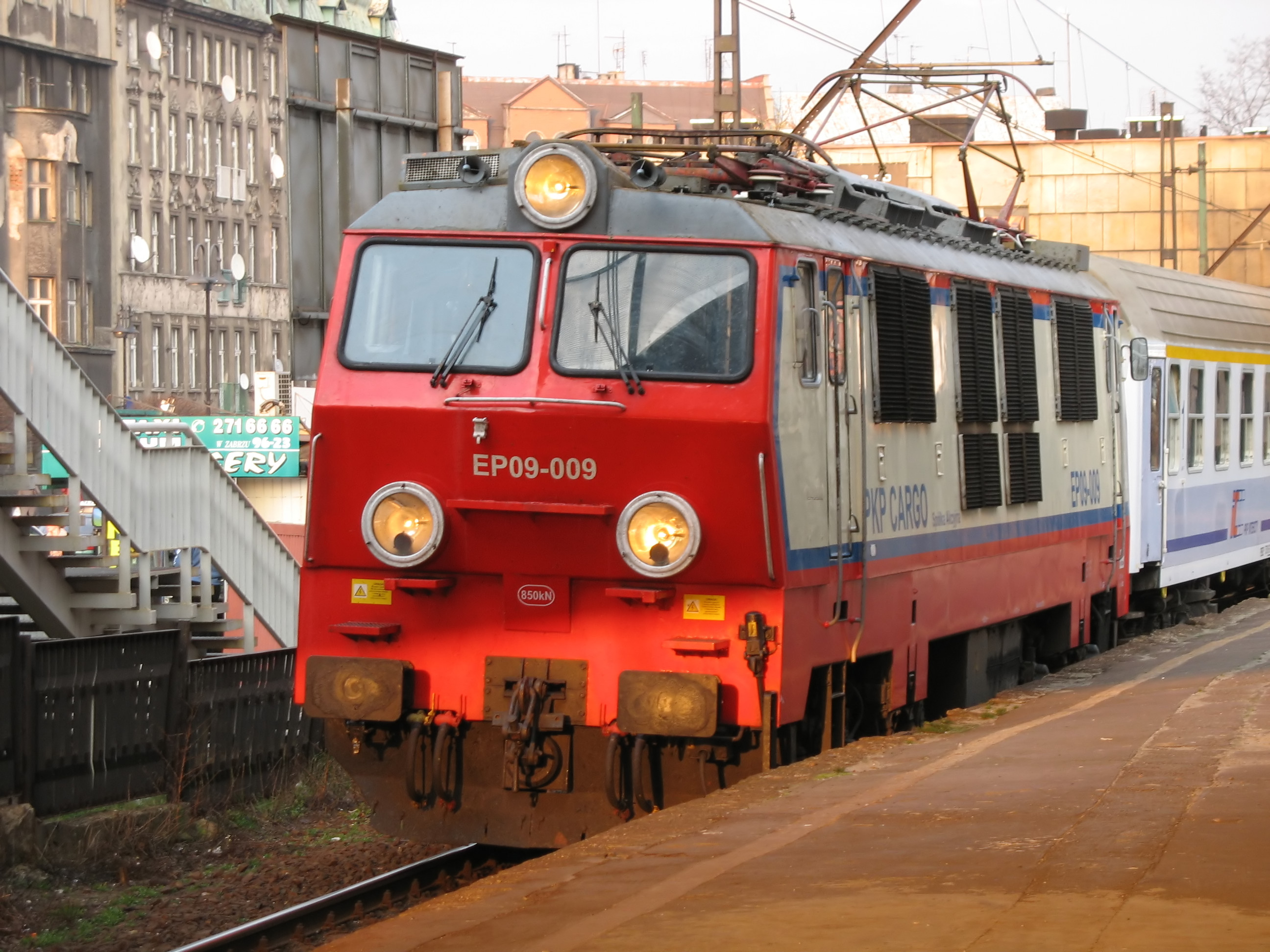
Najszybszy polski elektrowóz XX wieku EP09 z 1986 r.

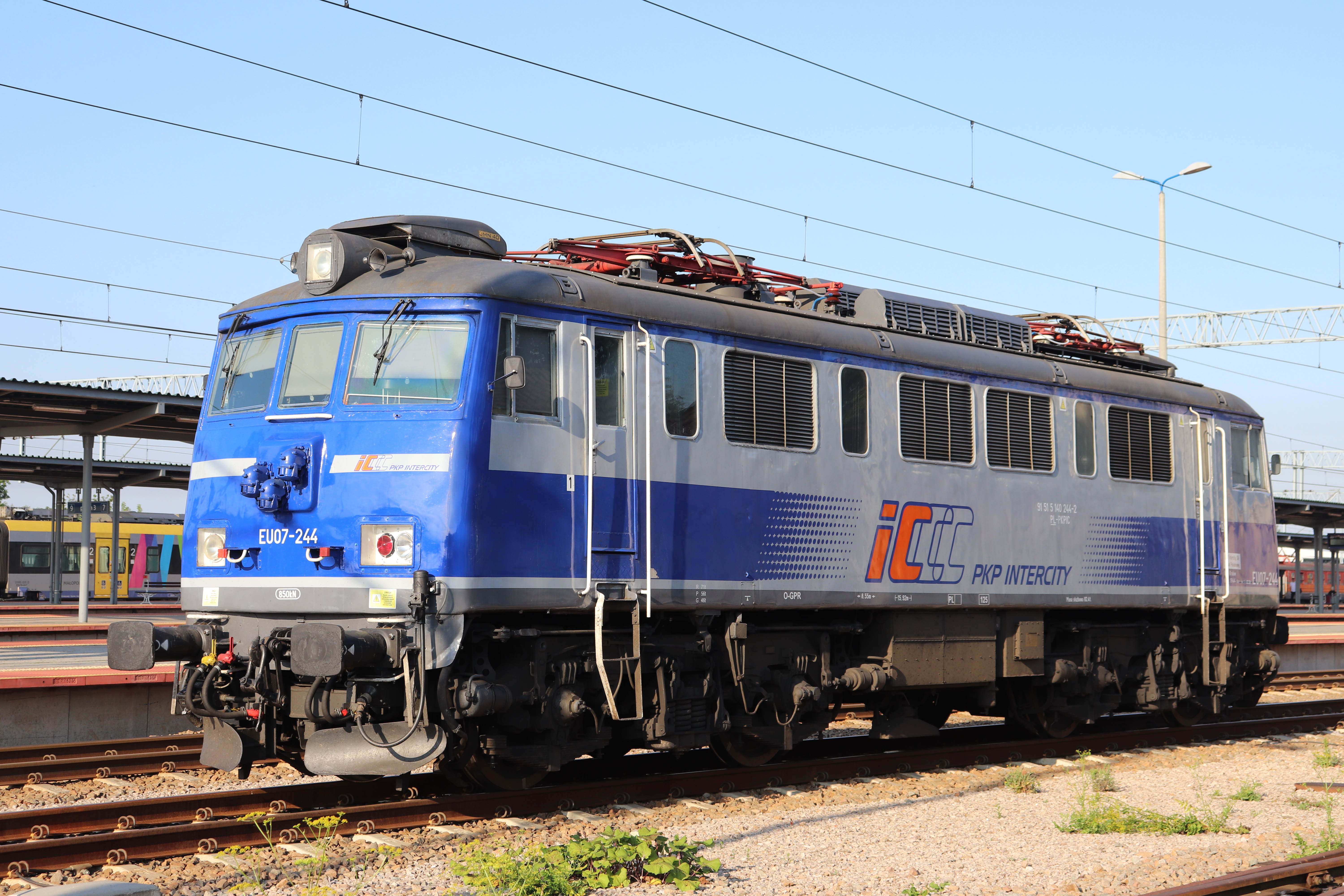
Najpopularniejsza w Polsce uniwersalna lokomotywa elektryczna EU07

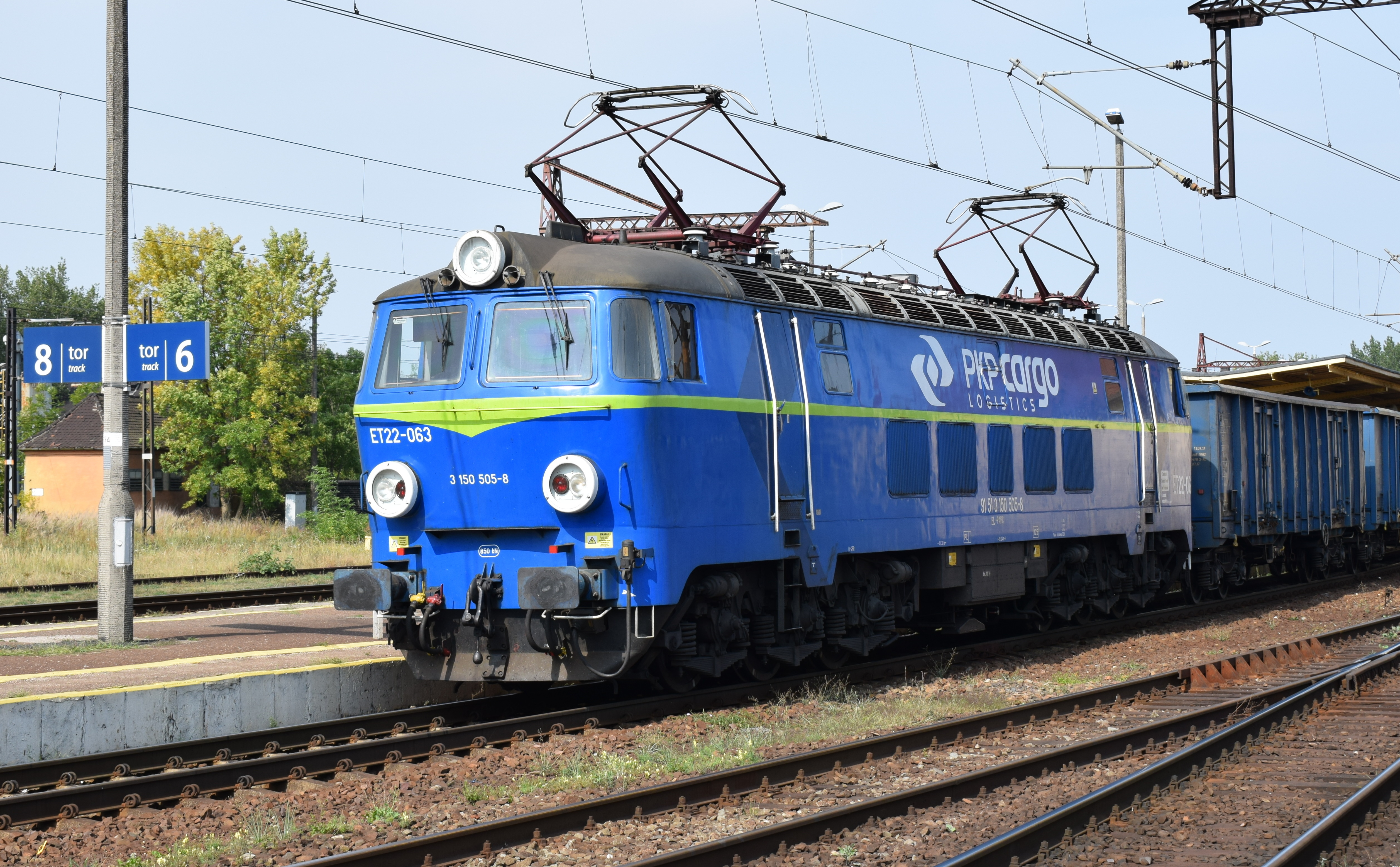
Najpopularniejsza polska lokomotywa towarowa ET22

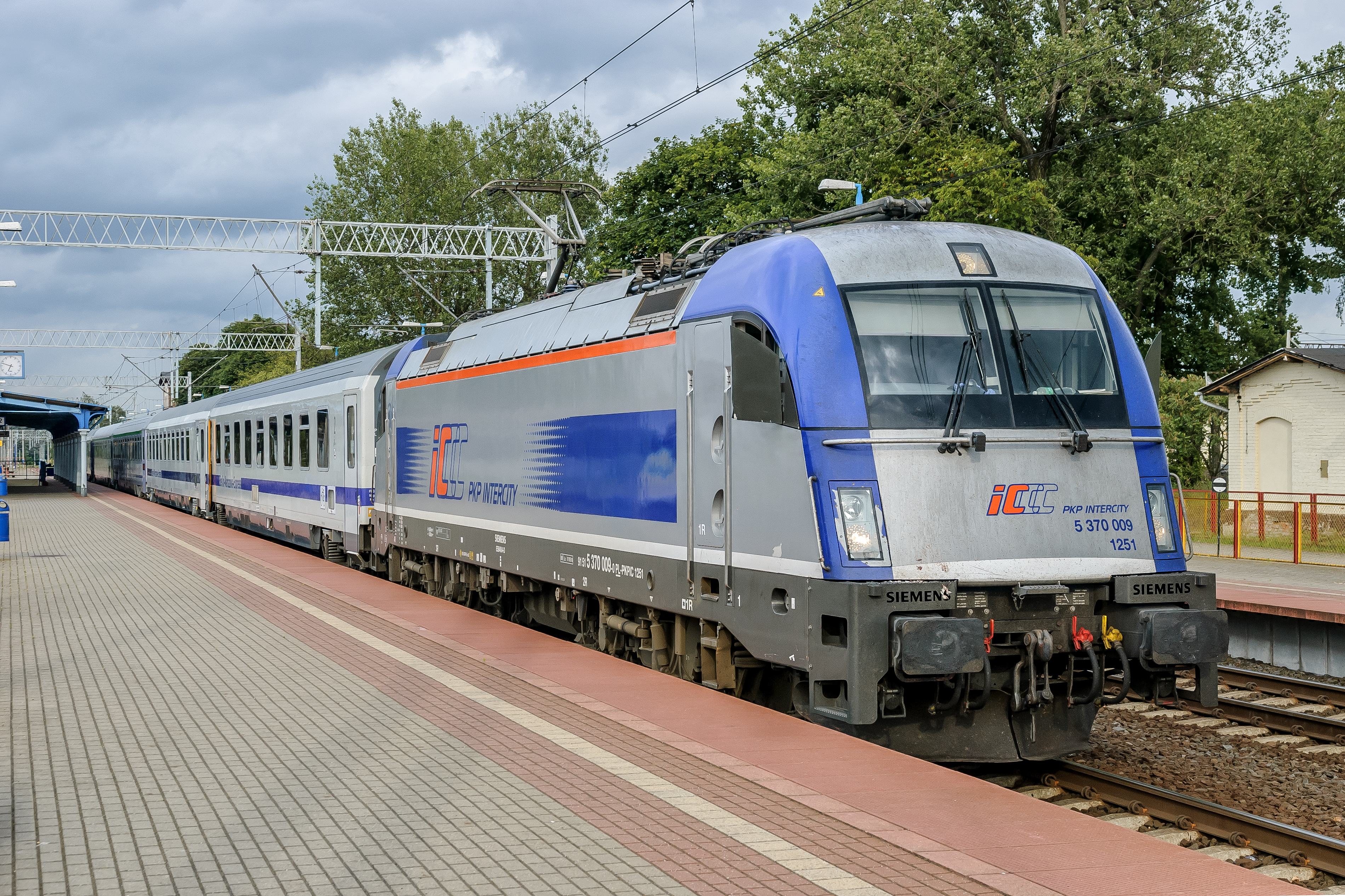
Skład PKP Intercity z lokomotywą elektryczną Siemens Taurus EU44 Husarz

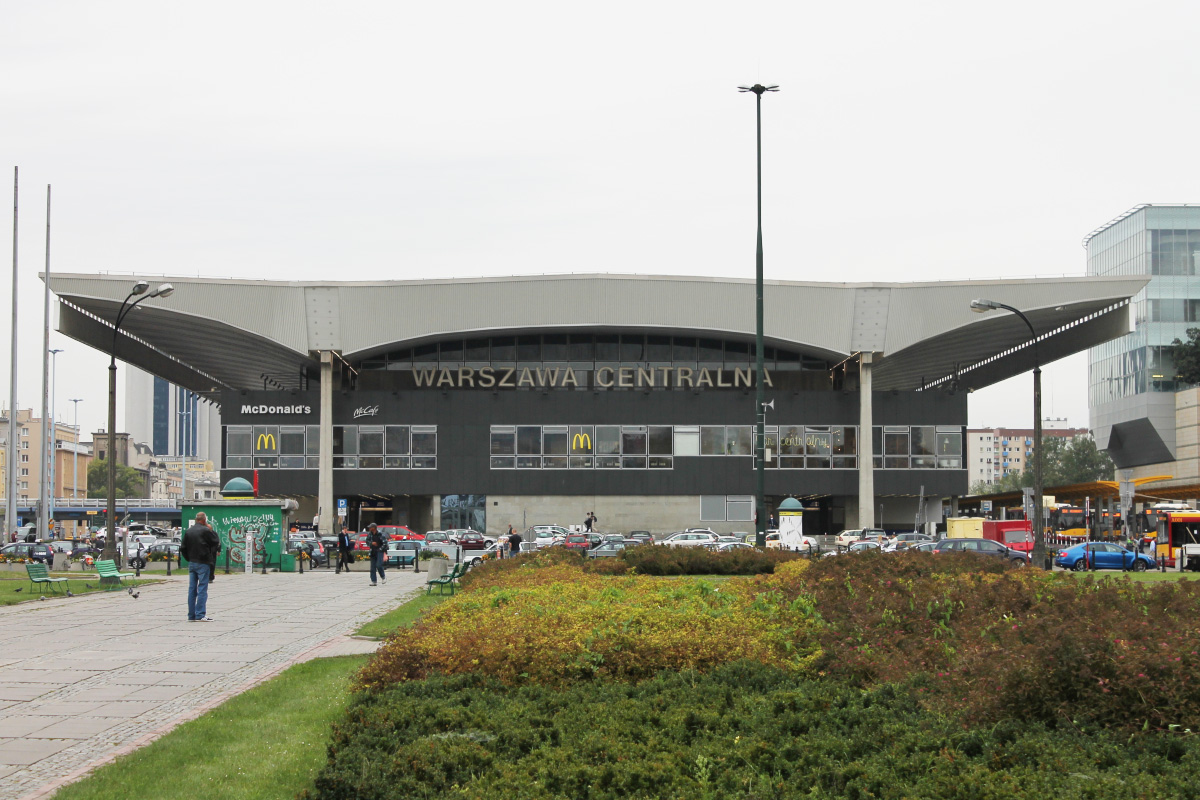
Dworzec Warszawa Centralna

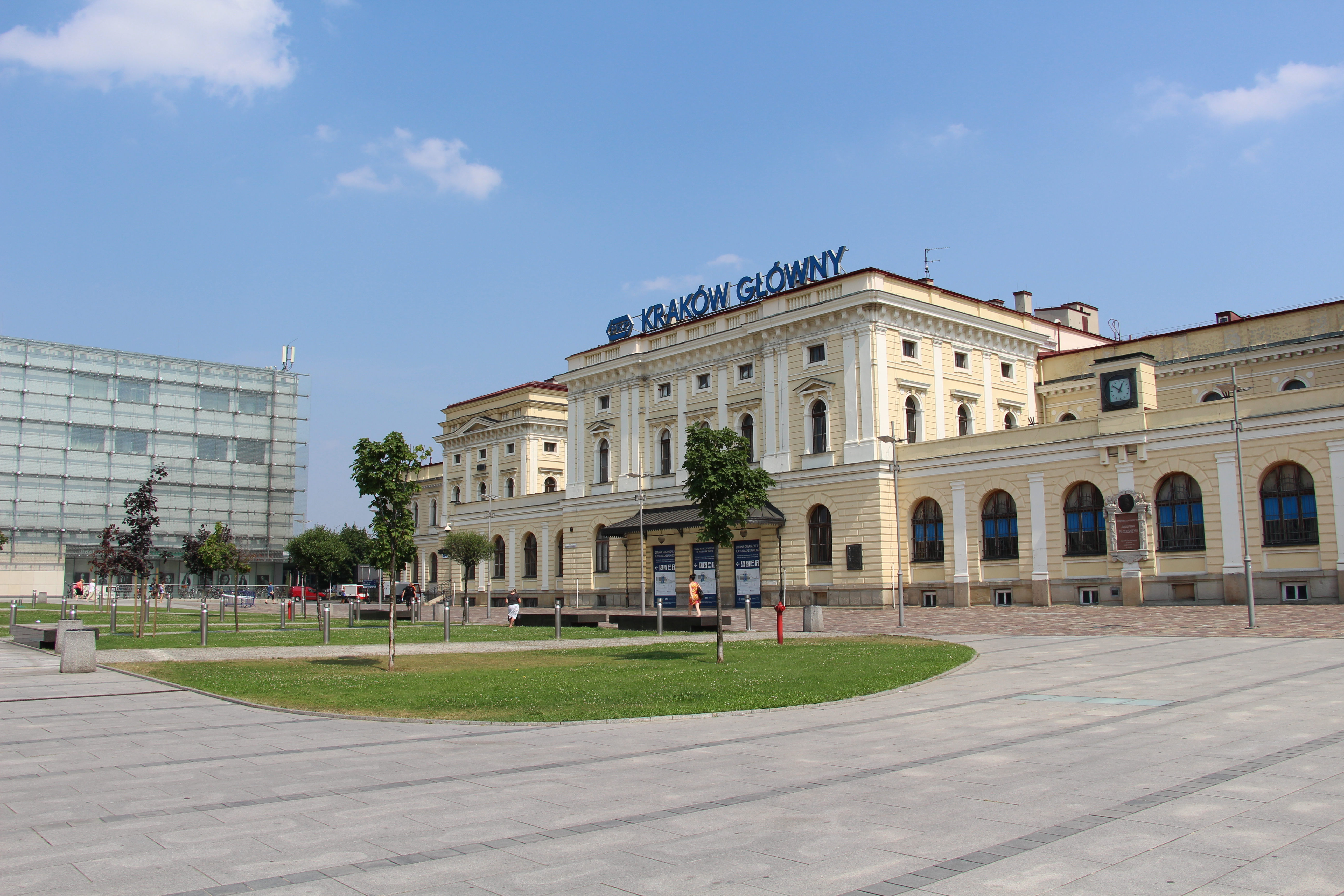
Dworzec Kraków Główny

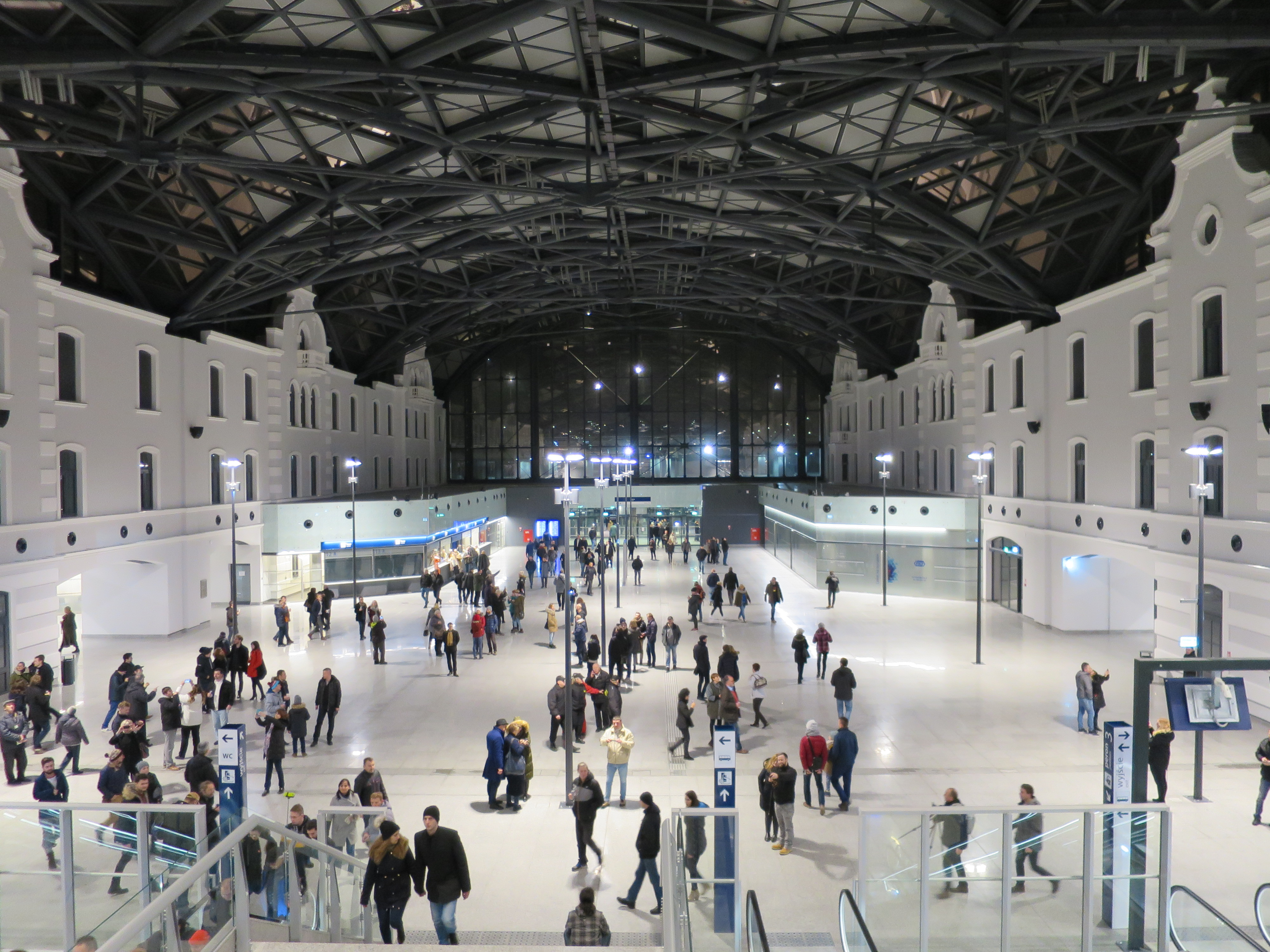
Dworzec Łódź Fabryczna

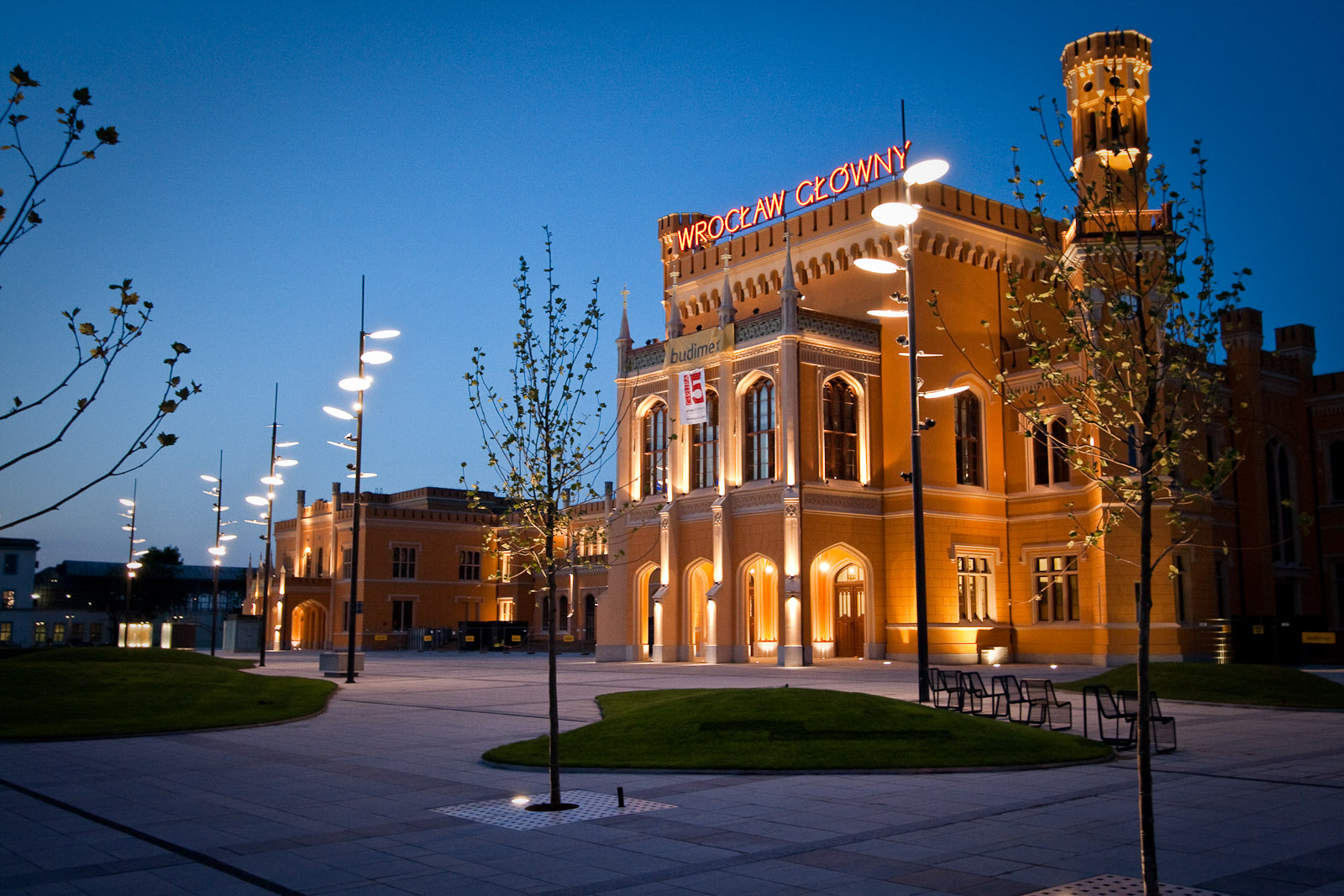
Dworzec Wrocław Główny

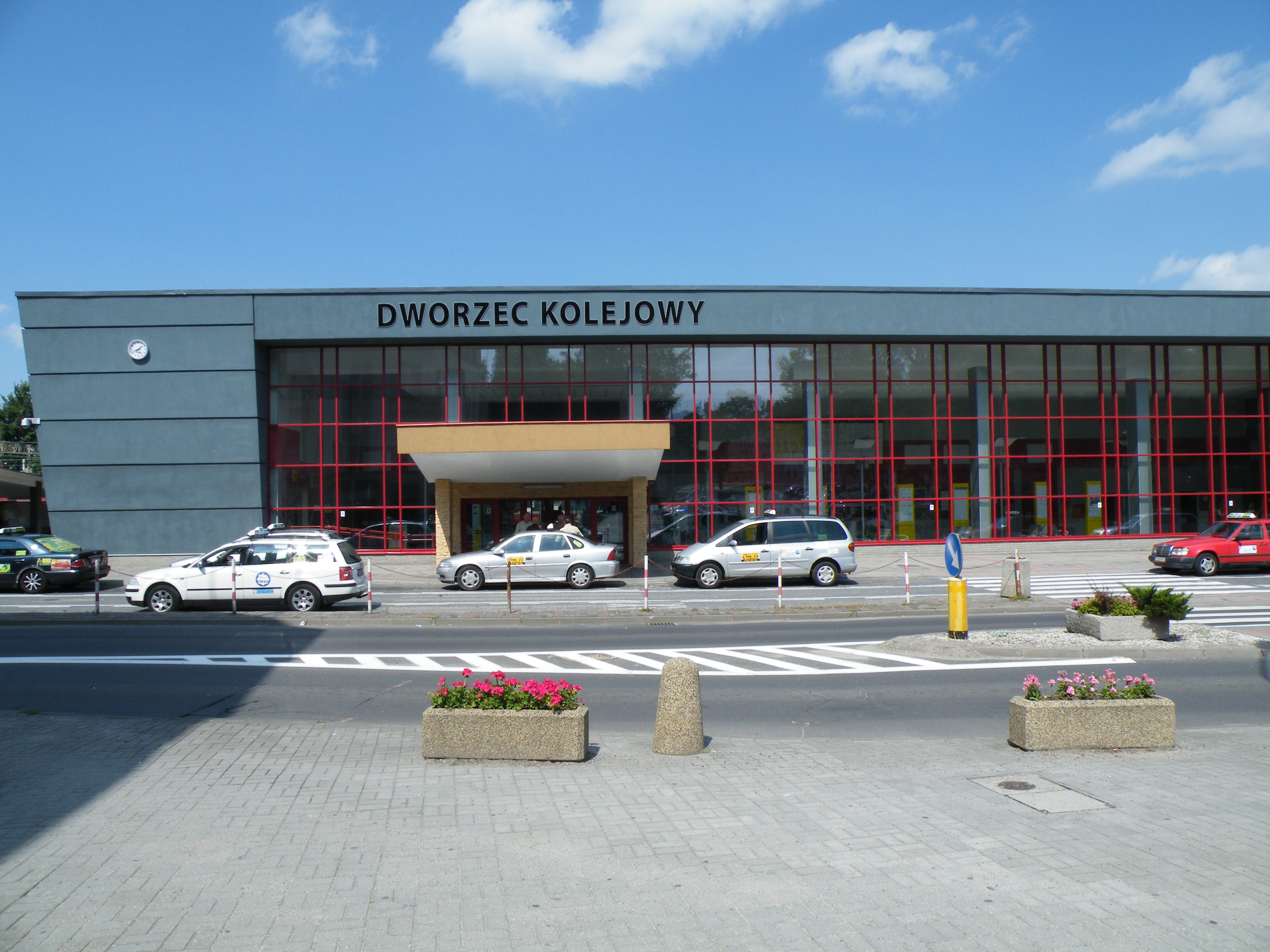
Dworzec Zielona Góra Główna

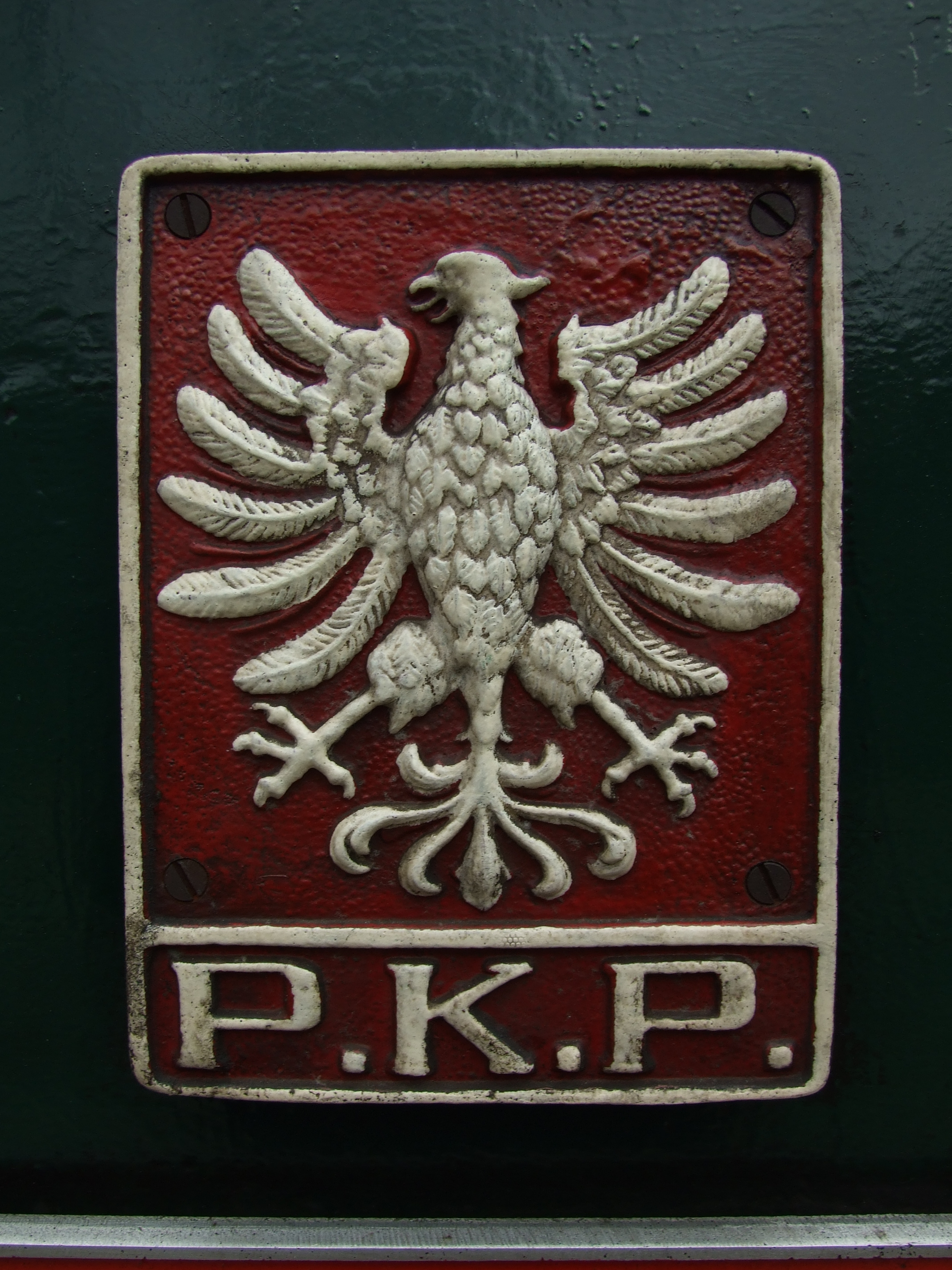
Orzeł Biały umieszczany na parowozach PKP

Przez lata szczebel zarządzania PKP przeszedł kilkadziesiąt zmian organizacyjnych. Trzykrotnie kolejnictwem bezpośrednio zarządzał specjalnie powołany resort (kolei żelaznych lub kolei), przez lata szefem kolei był minister komunikacji. Trzykrotnie była powołana Dyrekcja Generalna PKP.
- 1919–1924 – Ministerstwo Kolei Żelaznych bezpośrednio zarządzające kolejami[3]
- 1924–1926 – Ministerstwo Kolei bezpośrednio zarządzające kolejami[4]
- 1926–1939 – Ministerstwo Komunikacji
- 1926 – powołanie przedsiębiorstwa PKP; funkcję jego zwierzchnika sprawował minister komunikacji (na podstawie przepisów Rozporządzenia Prezydenta Rzeczypospolitej z dnia 24 września 1926 r. o utworzeniu przedsiębiorstwa „Polskie Koleje Państwowe”)[5].
- 1945–1948 – Ministerstwo Komunikacji bezpośrednio zarządzające PKP
- 1948–1951 – działalność Dyrekcji Generalnej PKP w ramach Ministerstwa Komunikacji
- 18 marca 1949 – nadanie statutu przedsiębiorstwu „Polskie Koleje Państwowe”[6]
- 1951–1957 – Ministerstwo Kolei bezpośrednio zarządzające PKP
- 1957–1978 – Ministerstwo Komunikacji bezpośrednio zarządzające PKP
- 1978 – powołanie Dyrekcji Generalnej PKP w ramach Ministerstwa Komunikacji, w której funkcję dyrektora generalnego PKP sprawował minister komunikacji; funkcję jego zastępców (dyrektora generalnego PKP) pełniło trzech podsekretarzy stanu
- 1987 – wyodrębnienie przedsiębiorstwa PKP z Ministerstwa Komunikacji
- 1987–2000 – funkcjonowanie Dyrekcji Generalnej PKP

Do czasu wydzielenia spółek podział organizacyjny PKP był następujący:
- Dyrekcja Infrastruktury Kolejowej, Warszawa
- Dyrekcja Kolejowych Przewozów Towarowych Cargo, Katowice
- Dyrekcja Przewozów Pasażerskich, Warszawa
- Dyrekcja Elektroenergetyki Kolejowej, Warszawa
- Dyrekcja Teleinformatyki Kolejowej, Warszawa
- Centrum Szkolenia i Doskonalenia Kadr Kolejnictwa, Warszawa
- Dyrekcja Zakupów i Sprzedaży Ferpol, Warszawa, ul. Grójecka 17; obecnie jej działalność nie jest kontynuowana
- Dyrekcja Kolei Dojazdowych, Warszawa, ul. Chłopickiego 53; obecnie jej działalność nie jest kontynuowana
- Zakład Szybkiej Kolei Miejskiej w Trójmieście, Gdynia
- Komenda Straży Ochrony Kolei, Poznań

### Reforma PKP od 2001 roku
Od 2001 trwa reforma PKP, której głównymi celami są restrukturyzacja i sprzedaż spółek kolejowych, uporządkowanie stanu prawnego i sprzedaż zbędnych nieruchomości oraz wydzielenie infrastruktury kolejowej, a następnie przekazanie jej Skarbowi Państwa. Proces ten miał być finansowany z kredytu, następnie spłacony z dochodów z prywatyzacji. 29 marca 2002 rząd premiera Leszka Millera zawarł umowę z ówczesnym rządem Japonii w sprawie sporządzenia studium wykonalności prywatyzacji PKP S.A.
W tym czasie ukończono restrukturyzację organizacyjną polegająca na utworzeniu PKP S.A. i wydzieleniu spółek kolejowych, rozpoczęto porządkowanie spraw finansowych i majątkowych oraz kontynuowano redukcję zatrudnienia. Utworzono Fundusz Własności Pracowniczej oraz przekazano samorządom spółkę Przewozy Regionalne.
Jednym z elementów reformy było wyłączenie ze struktur PKP wszystkich kolei wąskotorowych przy utworzeniu możliwości przekazania ich jednostkom samorządu lokalnego. Mimo przejęcia niektórych linii przez gminy lub powiaty na wielu liniach doszło do całkowitego wstrzymania przewozów i w konsekwencji do ich postępującej dewastacji w następnych latach.
1 maja 2005 utworzony został PKP S.A. Oddział Dworce Kolejowe, którego zadaniem było utrzymanie odpowiednich standardów dla podróżnych oraz osób korzystających z dworców kolejowych.
W 2005 Najwyższa Izba Kontroli w przeprowadzonej kontroli negatywnie oceniła gospodarowanie majątkiem przez PKP, wskazując na liczne zaniedbania i utrzymywanie wielu zbędnych nieruchomości bez ich zagospodarowania czy zabezpieczenia, co doprowadziło je do ruiny. Do końca 2004 ponad 30% nieruchomości w posiadaniu PKP nie było zagospodarowanych.
Nieefektywność zarządzania koleją osiągnęła punkt kulminacyjny zimą 2010, kiedy niezdolność do uzgadniania spójnego rozkładu jazdy między spółkami kolejowymi spowodowała zamieszanie i chaos w całym kraju. W konsekwencji stanowiska stracili wiceminister infrastruktury Juliusz Engelhardt oraz prezes PKP Andrzej Wach, a spółka opublikowała w prasie przeprosiny. Także wcześniej, w 2010, pasażerowie doświadczyli licznych problemów z powodu konfliktu spółek Przewozy Regionalne i PKP PLK.
W lipcu 2011 w wyniku kilkuletnich zaniedbań w konserwacji systemów należących do Energetyki Kolejowej doszło do wielogodzinnej przerwy zasilania, co skutkowało wielogodzinnym paraliżem ruchu pociągów i chaotyczną ewakuacją Dworca Centralnego w Warszawie. 12 sierpnia 2011 miał miejsce wypadek w Babach, a 3 marca 2012 doszło do katastrofy pod Szczekocinami.
W badaniach „Eurobarometr” Komisji Europejskiej, opublikowanych w 2012 roku, usługi kolejowe w Polsce zostały ocenione pozytywnie przez 29% Polaków (średnia unijna 46%), przy czym według ankietowanych polski rynek kolejowy jest niekonkurencyjny i źle zarządzany. Podobne wnioski zawierał opublikowany w 2013 roku raport Instytutu Jagiellońskiego.
W 2019 roku PKP S.A. zaplanowało uruchomienie carsharingu przy dworcach. 
17 sierpnia 2022 roku w siedzibie PKP SA podpisano umowę o utworzeniu holdingu Grupy PKP, w skład której weszły wszystkie spółki należące do grupy z wyjątkiem spółki PKP Polskie Linie Kolejowe SA. Od 2022 roku grupa PKP jest holdingiem.

### Liczba pracowników PKP/Grupy PKP
- 1919 – 118 tys.
- 1920 – 171 tys.
- 1921 – 175 tys.
- 1922 – 177 tys.
- 1923 – 179 tys.
- 1924 – 176 tys.
- 1925 – 169 tys.
- 1926 – 164 tys.
- 1928 – 214 tys.
- 1933 – 176 tys.
- 1938 – 189 tys.
- 1939 – 215 tys.
- 1945 – 300 tys.
- 1946 – 342 tys.
- 1948 – 345 tys.
- 1953 – 231 tys.
- 1958 – 331 tys.
- 1962 – 345 tys.
- 1963 – 352 tys.
- 1965 – 351 tys.
- 1968 – 353 tys.
- 1970 – 360 tys.
- 1972 – 358 tys.
- 1990 – 340 tys.
- 1992 – 278 tys.
- 1998 – 212 tys.
- 2001 – 152 tys.
- 2003 – 143 tys.
- 2006 – 125 tys.
- 2009 – 102 tys.
- 2010 – 90 tys.
- 2011 – 87 tys.
- 2012 – 84 tys.
- 2013 – 81 tys.
- 2014 – 79 tys.
- 2015 – 70 tys.
- 2016 – 70 tys.
- 2017 – 69 tys.
- 2018 – 68 tys.

### Oddziały spółki
- PKP S.A., Oddział Kolejowa Medycyna Pracy, Warszawa
- 6 regionalnych Oddziałów Gospodarowania Nieruchomościami (Gdańsk, Katowice, Kraków, Poznań, Warszawa, Wrocław)[26]

### Przychody grupy
| Rok  | Przychód             | Wynik netto        |
| ---- | -------------------- | ------------------ |
| 2018 | 9 318 533 736,56 zł  | 479 809 229,39 zł  |
| 2019 | 9 086 811 852,71 zł  | 554 368 296,58 zł  |
| 2020 | 7 851 891 949,99 zł  | 219 954 729,99 zł  |
| 2021 | 8 650 298 196,95 zł  | 441 415 125,95 zł  |
| 2022 | 10 792 701 484,29 zł | 397 461 072,01 zł  |
| 2023 | 12 111 534 378,66 zł | 201 566 770,27 zł  |
| 2024 | 11 707 138 706,23 zł | -202 557 966,56 zł |

## Zarządzający PKP

### Dyrektorzy generalni Dyrekcji Generalnej PKP
- Aleksander Bader od ok. 1948 do 1951
- Mieczysław Zajfryd od 1978 do 31 października 1981[30]
- Janusz Kamiński od 31 października 1981 do 24 października 1987[30]
- Janusz Głowacki od 1 stycznia 1988 do 30 czerwca 1990
- Aleksander Janiszewski od 1 lipca 1990 do 15 stycznia 1996
- Jan Janik od 15 stycznia 1996 do 30 lipca 1999
- Krzysztof Celiński od 30 lipca 1999 do 31 grudnia 2000

### Prezesi, dyrektorzy generalni PKP S.A.
- Krzysztof Celiński od 1 stycznia 2001 do 12 czerwca 2002
- Maciej Męclewski od 12 czerwca 2002 do 23 września 2004
- Andrzej Wach od 23 września 2004 do 30 grudnia 2010
- Maria Wasiak od 19 maja 2011 do 5 kwietnia 2012 (od 30 grudnia 2010 do 19 maja 2011 jako p.o.)[31]
- Jakub Karnowski od 11 kwietnia 2012 do 30 listopada 2015[32][33]
- Bogusław Kowalski od 11 do 13 grudnia 2015[34]
- Mirosław Pawłowski od 7 kwietnia 2016 do 3 marca 2017 (od 14 grudnia 2015 do 7 kwietnia 2016 jako p.o.)[35][36]
- Krzysztof Mamiński od 3 marca 2017[37] do 29 marca 2024
- Alan Beroud od 29 marca 2024[38]

## Zarząd PKP S.A.[39]
- Alan Beroud – prezes od 29 marca 2024[40]
- Dariusz Grajda – wiceprezes zarządu od listopada 2024[41] (członek zarządu od 29 marca 2024)
- Andrzej Bułczyński – członek zarządu od 29 marca 2024
- Paweł Lisiewicz – członek zarządu od 29 marca 2024